# Unterwaltersdorf
Unterwaltersdorf ist eine Ortschaft und eine Katastralgemeinde in der Stadt Ebreichsdorf in Niederösterreich.

## Geografie
Das Dorf liegt einen Kilometer östlich von Ebreichsdorf an der Kreuzung der Leitha Straße (B60) mit der Landesstraße L168. Westlich vom Ortskern durchfließt die Fischa den Ort. Am 1. Jänner 2024 gab es in Unterwaltersdorf 3378 Einwohner.

## Geschichte
Im Franziszeischen Kataster von 1819 ist Unterwaltersdorf mit zahlreichen Gehöften um einen Hauptplatz verzeichnet.

## Bildung
In Unterwaltersdorf befindet sich eine Volksschule.
1914 kam es zur Niederlassung des Ordens der Salesianer Don Boscos, die im Jahr darauf den Betrieb des Gymnasiums Don Bosco Gymnasium Unterwaltersdorf aufnahmen. Außerdem gibt es mit der Montessorischule Unterwaltersdorf eine reformpädagogische Privatschule.

## Persönlichkeiten
- Ludwig von Cavriani (1739–1799), Adeliger und Beamter, Freiherr von Unterwaltersdorf und Schöngraben